# Bassalia Ouattara
Bassalia Ouattara (sinh ngày 24 tháng 2 năm 1992) đơn giản Ouattara, là một cầu thủ bóng đá người Bờ Biển Ngà thi đấu cho Anadia, ở vị trí tiền vệ.

## Sự nghiệp
Anh ra mắt chuyên nghiệp tại Giải bóng đá hạng nhất quốc gia Bồ Đào Nha cho União da Madeira vào ngày 9 tháng 9 năm 2012 trong trận đấu trước Santa Clara.